# NGC 2554
NGC 2554是位于巨蟹座的一个透镜状星系。根據哈伯序列，它屬於S0。它的赤经为：817.9，赤纬为：23° 28′，大小：3.4′。它距离银河系約1.83 亿光年。该天體于1785年2月28日由威廉·赫歇爾发现。